# سهوب العرعر في الأطلس الكبير

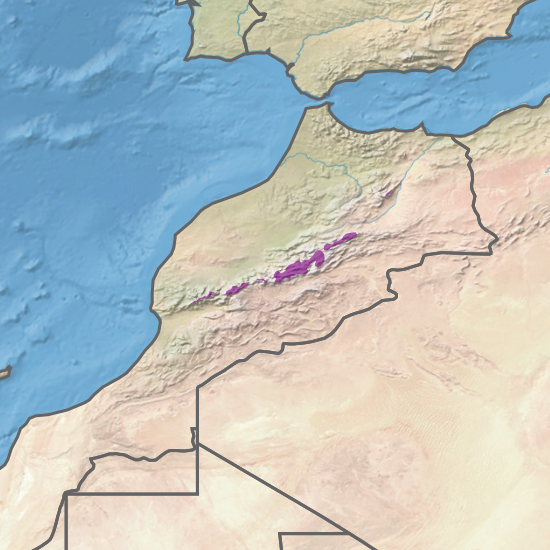
المنطقة البيئية لسهوب العرعر في الأطلس الكبير

سهوب العرعر في الأطلس الكبير هي أراضي عشبية جبلية في مناطق بيئية في المغرب وتمتد على طول جبال الأطلس الكبير في شمال غرب أفريقيا.

## جغرافية
تمتد المنطقة البيئية من ارتفاع 2700 متر إلى ارتفاع 4167 مترًا في توبقال، وهي أعلى قمة في شمال إفريقيا.

## مناخ
تتمتع المنطقة البيئية بمناخ جبلي معتدل ويتراوح متوسط التساقطات السنوية من 200 إلى 600 ملم ويمن أن تصل إلى 1000 ملم في المناطق الأكثر رطوبة. تكون المنحدرات المواجهة للشمال بشكل عام أكثر برودة ورطوبة ، ويمكن أن تستمر الثلوج لمدة سبعة أشهر فوق ارتفاع 3500 متر. تكون المنحدرات المواجهة للجنوب بشكل عام أكثر جفافاً وتتعرض للرياح الجافة القادمة من الصحراء.

## النبات
تعد الأراضي المفتوحة للعرعر (عرعار فواح) والبلوط دائم الخضرة (سنديان أخضر) مجتمعًا نباتيًا مميزًا يمتد حتى خط الأشجار على ارتفاع 3200 متر تقريبًا. تقلصت أشجار السرو الأطلسية والمهددة بالانقراض إلى بضع مئات من الأشجار المنتشرة في الجزء الغربي من النطاق. تغطي المنطقة نباتات مثل الخوخ المفترش والشجيرات الشائكة.
توجد أنواع متعددة من النباتات في المنطقة مثل

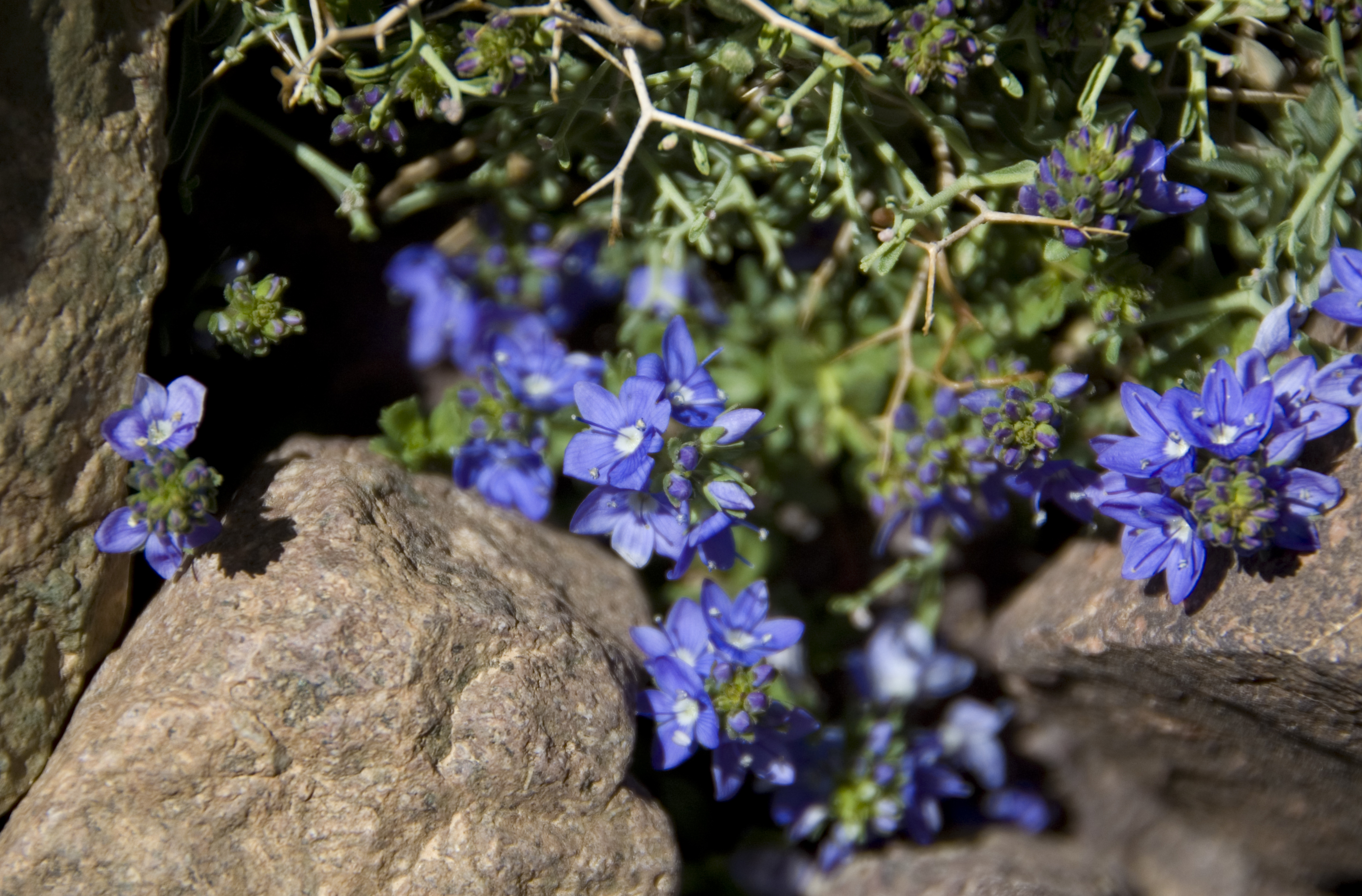
زهور في جبل توبقال

- مران أطلسي
- شمشاد دائم الخضرة
- شجيرة البرباريس
- عرعر شربيني
- أفيبقطس خربقي
- فستوكة حمراء

## الحيوانات
الأطلس الكبير هو موطن الكثير من الحيوانات مثل
- نمر إفريقي ( Pathera pardus panthera )
- ضأن بربري ( Ammotragus lervia )
- ثعلب أحمر ( Vulpes vulpes )
- ابن آوى الذهبي ( Canis aureus )
- خنزير بري ( Sus scrofa )
- سنجاب بربري ( Atlantoxerus getulus )
- نمس مصري ( Herpestes ichneumon )
- شيهم مبذول ( Hystrix cristata )
- ابن عرس أوروبي ( Mustela putorius )

تشمل الطيور المحلية أنواعا مثل
- عصفور الشوك الصنوبري ( Prunella collaris)
- سمنة الصخور (Monticola saxatilis ).
- سمامة بيضاء الزمك ( Apus caffer )
- طائر أفريقي مجنح ( Rhodopechys alienus )
- قبرة مقرنة ( Eremophila alpestris atlas ).

تشمل الزواحف المستوطنة في الأطلس الكبير أنواعا مثل
- أبو بريص الأطلس ( Quedenfeldtia trachyblepharus )
- Quedenfeldtia moerens
- سحلية الأطلس القزمة ( Lacerta andreanskyi )
- سقنق جبال أطلس ( Chalcides montanus )
- أفعى جبل أطلس ( Vipera monticola )

## مناطق محمية
تشمل المناطق المحمية منتزه توبقال الوطني والمنتزه الوطني الأطلس الكبير الشرقي.